# Ethel Muckelt
Ethel M. Muckelt (ur. 30 maja 1885 w Manchesterze, zm. 13 grudnia 1953 w Altrincham) – brytyjska łyżwiarka figurowa, startująca w konkurencji solistek i par sportowych z Sydneyem Wallworkiem, a następnie z Johnem Page. Brązowa medalistka olimpijska z Chamonix (1924) w konkurencji solistek oraz uczestniczka igrzysk olimpijskich (1920, 1928), wicemistrzyni świata (1924) oraz 9-krotna mistrzyni Wielkiej Brytanii (1924–1931) w parach sportowych.
W 1924 roku została pierwszą zdobywczynią medalu olimpijskiego w konkurencji solistek dla Wielkiej Brytanii. Ponadto została jedną z najstarszych medalistek olimpijskich zdobywając brązowy medal w wieku 38 lat. Występy w zawodach zakończyła dopiero będąc po pięćdziesiątce.

## Życiorys
Muckelt pochodziła z rodziny, która dorobiła się fortuny na produkcji substancji barwiących wykorzystywanych w przemyśle tekstylnym. Trenowała na lodowisku Manchester Ice Rink, jedynym brytyjskim lodowisku zlokalizowanym poza Londynem.
Mając 34 lata, zadebiutowała na igrzyskach olimpijskich w 1920 roku w Antwerpii zajmując 5. miejsce w parach sportowych z Sydneyem Wallworkiem.
W latach 1924–1931 zdobyła w parze z 15 lat młodszym Johnem „Jackiem” Page'em dziewięć złotych medali mistrzostw Wielkiej Brytanii z rzędu. Ponadto para zdobyła wicemistrzostwo świata 1924 w jej rodzinnym Manchesterze. W tym samym roku zdobyła brązowy medal olimpijski w konkurencji solistek, zaś startując w parze z Page'em na tych samych igrzyskach zajęli miejsce czwarte. Na kolejnych igrzyskach, w Sankt Moritz, 42-letnia Muckelt i Page byli na miejscu 7. Muckelt nigdy nie została mistrzynią kraju wśród solistek, gdyż takowe nie były rozgrywane. W 1926 roku zajęła drugie miejsce w krajowych mistrzostwach jazdy indywidualnej otwartych dla obu płci przegrywając jedynie ze swoim partnerem, Johnem Page'em.

## Osiągnięcia

### Solistki
| Igrzyska olimpijskie |   | 3 |   |
| Mistrzostwa świata   | 4 |   | 5 |

### Pary sportowe

#### Z Johnem Page'em
| Zawody                        | 1923           | 1924           | 1925           | 1926           | 1927           | 1928           | 1929           | 1930           | 1931           |                |                |                |                |                |                |                |                |
| Międzynarodowe                | Międzynarodowe | Międzynarodowe | Międzynarodowe | Międzynarodowe | Międzynarodowe | Międzynarodowe | Międzynarodowe | Międzynarodowe | Międzynarodowe | Międzynarodowe | Międzynarodowe | Międzynarodowe | Międzynarodowe | Międzynarodowe | Międzynarodowe | Międzynarodowe | Międzynarodowe |
| ----------------------------- | -------------- | -------------- | -------------- | -------------- | -------------- | -------------- | -------------- | -------------- | -------------- | -------------- | -------------- | -------------- | -------------- | -------------- | -------------- | -------------- | -------------- |
| Igrzyska olimpijskie          |                | 4              |                |                |                | 7              |                |                |                |                |                |                |                |                |                |                |                |
| Mistrzostwa świata            |                | 2              |                | 6              |                | 4              |                |                |                |                |                |                |                |                |                |                |                |
| Krajowe                       |                |                |                |                |                |                |                |                |                |                |                |                |                |                |                |                |                |
| Mistrzostwa Wielkiej Brytanii | 1              | 1              | 1              | 1              | 1              | 1              | 1              | 1              | 1              |                |                |                |                |                |                |                |                |

#### Z Sydneyem Wallworkiem
| Igrzyska olimpijskie | 5 |